# Аркбалиста

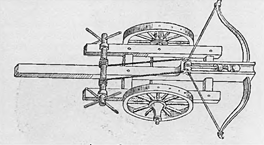
Схематическое изображение аркбаллисты

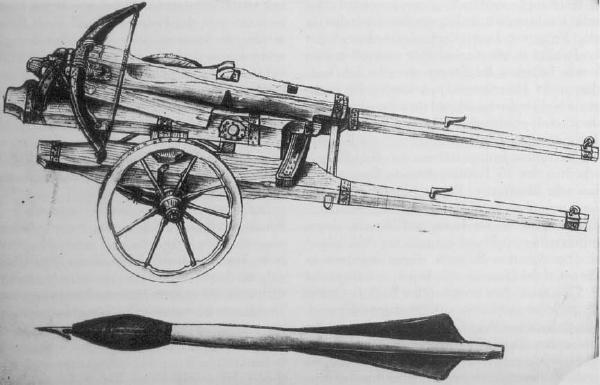
Аркбаллиста со стальным луком. На переднем плане — зажигательный болт

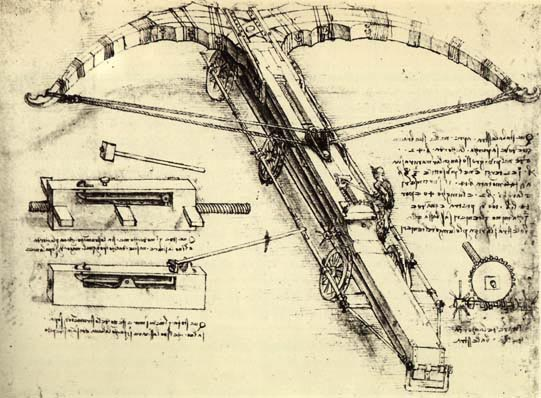
Разработанный Леонардо да Винчи проект массивной аркбаллисты, огневая мощь которой должна была быть сопоставима с мощью пороховой артиллерии

Аркбалли́ста (токсобалли́ста) — средневековая двухплечевая деформационная тенсионная метательная машина, представляющая собой большой станковый арбалет на колёсном лафете. Приспособлена для стрельбы как стрелами, так и каменными или свинцовыми пулями.

## Устройство
Устройством аркбаллиста в целом подобна арбалету. Деревянный или стальной лук, длина которого доходила до 3,5 метров, крепился к массивному деревянному ложу, в свою очередь установленному на деревянной раме-лафете, расположенной на двух колёсах большого диаметра. Натяжение тетивы осуществлялось с помощью укреплённого на раме ворота.
Аркбаллиста могла стрелять как обыкновенными болтами или стрелами «карро», так и небольшими каменными и свинцовыми снарядами шарообразной формы. В последнем случае к тетиве предварительно прикреплялся деревянный точёный стержень с чашкой впереди.

## Назначение
Аркбаллисты перевозились вместе с полевыми войсками, составляя своего рода средневековый аналог полевой артиллерии.

## В массовой культуре

### Компьютерные игры
В компьютерной игре Ballerburg 2002 года издания в качестве спецоружия одной из фракций фигурирует орудие «аркбаллиста», визуально представляющее собой довольно точную копию проекта да Винчи.